# Préfecture d'Astaneh-ye Achrafiyeh
La préfecture d'Astaneh-ye-Ashrafiyeh est une préfecture de la province du Gilan en Iran, sa capitale est Astaneh-ye-Achrafiyeh. 
La préfecture compte deux villes, Astaneh-ye-Ashrafiyeh et Kiashahr.